# Франк Менцер
Франк Менцер (на английски: Frank Mentzer) е американски писател, редактор и дизайнер на ролеви компютърни игри.

## Биография и творчество
Якоб Франклин Менцер ІІІ (на английски: Jacob Franklin „Frank“ Mentzer III) е роден през 1950 г. в Спрингфийлд, Пенсилвания, САЩ. Има по-малка сестра – Сузане Менцер. Докато учи в гимназията в родния град започва да свири народна музика, а на 16 г. той свири народна музика на първия си платен концерт при откриването на центъра за посетители за Камбаната на свободата и независимостта в залата в центъра на Филаделфия. Веднага след като Менцер завършва гимназия през 1968 г., баща му, който е работил за Службата на Националните паркове (NPS), се премества със семейството в Мериленд, за да работят в планинския парк Каточин.
През 1968 – 1969 г. учи математика в Североизточния университет, през 1969 – 1970 г. се прехвърля в колежа „Хейгестоун“, където учи и музика. През 1970 г. работи за кратко като управител на зала за флипери. Той продължава да се интересува от по-нататъшната си кариера в народната музика и през периода 1971 – 1973 г. специализира музика и математика в колежа „Уеслиян“ на Западна Вирджиния. През 1972 г. свири на публичен концерт за градските деца в градината на Белия дом при президента Ричард Никсън.
В средата на 70-те Менцер и един негов приятел се научават да играят на новата ролева игра „Dungeons & Dragons“ (D&D), и стават част от група от осем до дванадесет играчи, които са играли по няколко пъти в седмицата. През 1979 г. компанията „TSR“, автор на играта, търси дизайнер и редактор. След телефонно интервю с нея през януари 1980 г. той постъпва на работа в нея като редактор и се премества в Лейк Женева, Уисконсин. В нея той основава през 1981 г. Асоциацията на играчите на ролеви игри (RPGA). Скоро става творчески директор в „TSR“. В периода 1983 – 1986 написва 5 комплекта наръчници за играта „Dungeons & Dragons“ наречени „цветните кутии“. Автор е на десетки аксесоари за игра свързани с компютърните игри, както и на статии в пресата свързани с тях. Във фирмата е консултант на правния отдел и отдела за международни връзки. Съветник по развитието на председателя на Управителния съвет Гари Гигакс. След като Гигакс е свален от поста от Лорейн Уийлямс, Менцер напуска „TSR“ през октомври 1986 г.
Присъединява се към създадената от Гигакс нова фирма – „New Infinities Productions Inc.“ (NIPI), и заедно с него и Ким Мохан се занимават с разработката на различни ролеви игри и аксесоари. Първият продукт „Cyborg Commando“ през 1987 г. е в научнофантастичен стил. Следващият проект е нова фентъзи ролева игра, обхващаща множество жанрове, наречена първоначално „Dangerous Dimensions“ (DD). Тъй като името е подобно на D&D, компанията „TSR“ завежда съдебно дело и името е променено на „Dangerous Journeys“. Делото се урежда с извънсъдебно споразумение и продажба на правата на играта на „TSR“. „TSR“ спира разработката и това води до края на NIPI.
Менцер напуска NIPI през 1989 г. и продължава да работи като свободен разработчик на компютърни игри. През 1992 г. издава „Cooking Without Fire“ с Пол Камикава. Става колекционер на хоби-игри и експерт по тяхната стойност при продажба на търг. През 1996 г. постъпва във фирмата „Link-Tech Inc.“, която се занимава с мастиленоструйни системи за уеб печат. Работи в нея до 1999 г. като директор по съобщенията.
През 2000 г. Менцер се премества в Минокуа, Уисконсин, където става управител на пекарна, наречена „Къщата на хлебаря“, в която работи с втората си съпруга Деби Скайве. През 2008 г. решава да затвори пекарната и да премине отново към любимия му IT сектор.
През януари 2011 г. става съосновател с Тим Каск, Джим Уорд и Крис Кларк, на компанията „Eldritch Enterprises Ltd.“, която работи в областта на дигиталните технологии, ролевите игри и техните публикации, както и по други проекти. Той е и неин президент.
Произведенията на Менцер са преведени на най-малко на единадесет езика, а „Наръчник на играча“ с частите публикувани между 1983 и 1986 г. са продадени милиони копия по целия свят.
Франк Менцер живее със съпругата си Деби Скайве и кучето си в Сън Преъри, Уисконсин.

## Произведения

### Серия „Подземия и Дракони: Фентъзи ролева игра“ (Dungeons & Dragons: The Fantasy Role Playing Game)
1. Наръчник на играча, Regole Base: Set 1 (1983) – „червената кутия“
2. Regole Expert: Set 2 (1983) – „синята кутия“
3. Regole Companion: Set 3 (1984) – „зелената кутия“
4. Regole Masters: Set 5 (1984) – „черната кутия“
5. Immortal Rules (1986) – „златната кутия“
6. T1-4 The Temple of Elemental Evil (TSR, 1985) – в съавторство с Гари Гигакс
7. AC4 The Book of Marvelous Magic (TSR, 1985) – в съавторство с Гари Гигакс
8. IM1 The Immortal Storm (TSR, 1986)
9. I11 Needle (TSR, 1987)
10. Players Manual R1-R4 (To the Aid of Falx, Investigation of Hydell, The Egg of the Phoenix, Doc's Island) (TSR, 1989) – в съавторство с Пол Джакуейс

### Други
- 2001: A Space Odyssey (1986) – за играта на TSR „Star Frontiers“ по произведенията на Артър Кларк
- The Game Buyers' Price Guide (1986)
- Cyborg Commando (1987)
- Cooking Without Fire (1992) – като съавтор на Пол Камикава
- Trust at the Gaming Table (2003)